# Hitkapcsolatok
A Hitkapcsolatok egy hitoktató tananyag, melyet a Názáreti Egyház Alapítvány ad ki.
Az Amerikai Egyesült Államokban már évtizedek óta használják széles körben az egyházak a WordAction Hitkapcsolatok tananyagot, amelyet tudatosan úgy állítottak össze, hogy minden bibliai egyház számára használható legyen, tehát, nem tartalmaz semmiféle saját vagy más egyház által tanított, speciális eszmét, illetve hitelvet. Kizárólag bibliai történeteket, és ezeken keresztül alapvető bibliai igazságokat tanít a gyermekeknek. (Ez látható a tanegységek témáiból is.)
Egy nagyon jól felépített, nagyon könnyen használható (mivel korosztálynak megfelelő és nagyon részletes a leckék kidolgozása, ezért olyanok is könnyedén tudnak belőle tanítani, akiknek nincs ilyen irányú képzettségük), és nagyon szép tananyagot kínál, amelynek nagy sikere van mind a gyermekek, mind a gyermekeket oktatók körében.
Ez az oka annak, hogy a népszerű vasárnapi iskolai tananyagok közé tartozik.

## A tananyag
A Hitkapcsolatok Tanári kézikönyv tele van különböző korú és képességű gyermekek számára kidolgozott ötletekkel.
A Tanári segédanyag különböző képeket, játékokat, sablonokat, ábrákat és kirakókat tartalmaz, amelyeket a foglalkozásokon felhasználhatóak.
A Kiscsoportos kapcsolatok és a Nagycsoportos kapcsolatok bibliai munkalapokkal szolgál, melynek célja, hogy a gyerekek cselekvő részesei lehessenek a történetnek.
Az Örvendezzünk! hazavihető történetlapok tartalmas, gyakorlati és szórakoztató tevékenységeket kínálnak a családok számára. Minden Örvendezzünk! olyan feladatokat ad az elfoglalt szülők kezébe, amelyek közös megoldása során összeköttetést teremthetnek óvodás gyermekeik és Isten között.
A Szülői kapcsolatok fénymásolható heti értesítő a szülőknek (a Tanári kézikönyvben).

### A tananyag alkotóelemei
- Tanári kézikönyv
- Szülői kapcsolatok
- Tanári segédanyag
- Bibliai munkalapok
- Hazavihető történetlap

## Külső hivatkozások
a Hitkapcsolatok hivatalos honlapja